# Urotheca decipiens
Urotheca decipiens är en ormart som beskrevs av Günther 1893. Urotheca decipiens ingår i släktet Urotheca och familjen snokar. Inga underarter finns listade i Catalogue of Life.
Arten förekommer från Honduras till Colombia och Ecuador. Honor lägger ägg.